# Drosophila tamashiroi
Drosophila tamashiroi är en tvåvingeart som beskrevs av Elmo Hardy 1965. Drosophila tamashiroi ingår i släktet Drosophila och familjen daggflugor.
Artens utbredningsområde är Hawaii.